# AONUA
AONUA is een Nieuw-Zeelandse muziekgroep. Hun muziek bestaat uit een combinatie van Polynesische instrumenten (zoals de Koauau, de Putorino en de spleettrommel), vocale zangkunsten van Maori's, inlandse wildlife en andere natuurlijke geluiden, vermengd met hedendaagse instrumentale muziek. De zangteksten zijn een combinatie van het Maori en het Engels. De muziek wordt ingedeeld als New age, wereldmuziek en Ambient. 
De groep werd opgericht in 2007 en hun debuutalbum "AONUA" werd uitgebracht in 2008. De naam AONUA is afgeleid van de Maori-woorden "ao" en "whenua", welke respectievelijk "wolk" en "de aarde" betekenen. 
De groep bestaat uit vocalist Taisha en componist/producer Malcolm Smith. Deze laatste is tevens de producer van de Nieuw-Zeelandse groep Te Vaka. 
De groep mocht een nummer brengen tijdens de opening van het wereldkampioenschap netbal in 2007, de Halberg Awards (de Nieuw-Zeelandse sportman/vrouw van het jaar), Style Pasifika Fashion Show en de New Zealand Fashion Week. Telkens brachten zij het nummer "Karanga", een traditionele verwelkoming van Maori's. 